# Barons LMT
Barons/LMT Rīga  je latvijski košarkaški klub iz Rige. Klub trenutačno igra u latvijskoj LBL, baltičkoj BBL ligi, a u Europi nastupaju u ULEB Eurokupu. 

## Povijest
Barons/LMT je 1992. bio jedan od osnivača latvijske košarkaške lige (LBL). Klub je nekoliko godina nastupao pod imenima „Princips” i LainERS”. Od 2004. klub nosi ime Barons/LMT. Barons je bio prvi latvijski klub koji je u svojim redovima imao američkog košarkaša Mikki Jacksona. Najveći uspjeh postigli su u sezoni 2007./08. kada osvajaju dvostruku krunu, domaće prvenstvo i FIBA Eurokup. 

## Trofeji
- Latvijsko prvenstvo: 2008.
- FIBA Eurokup: 2008.

## Poznati igrači
- Mikki Jackson
- Giedrius Gustas
- Demetrius Alexander

## Vanjske poveznice
- Službena stranica (let.)